# 阿克倫球場
阿克倫球場是一座位於墨西哥哈利斯科州薩波潘的綜合體育場。它是墨西哥足球超級聯賽瓜達拉哈拉體育俱樂部的主場。體育場是JVC園區的一部分，可容納48,071人。2004年2月開始興建，但由於財務問題和其他問題，體育場的竣工被推遲了數年。

## 外部連結
- 官方网站

| 前任： 馬拉卡納體育場 里約熱內盧 | 泛美運動會 開閉幕典禮 2011 | 繼任： 羅傑斯中心 多倫多 |